# Alônis
 (signalé en juin 2025).
Si vous disposez d'ouvrages ou d'articles de référence ou si vous connaissez des sites web de qualité traitant du thème abordé ici, merci de compléter l'article en donnant les références utiles à sa vérifiabilité et en les liant à la section « Notes et références ».
- Archive Wikiwix
- Bing
- Cairn
- DuckDuckGo
- E. Universalis
- Gallica
- Google
- G. Books
- G. News
- G. Scholar
- Persée
- Qwant
- (zh) Baidu
- (ru) Yandex
- (wd) trouver des œuvres sur Wikidata

Alônis, en espagnol Alone. Certains géographes grecs nommaient Alônis une crique précédée d’un îlot.
Traditionnellement on apparente ce village à la Calanque de Port d'Alon.
Il n’y a pas d’îlot à l’entrée de la Calanque de Port d'Alon. L’île était Tabarca, le cirque était la Baie Santa Pola, et la location d’Alônis est actuellement le village Guardamar del Segura.
Le nom d’Alônis ne signifie rien de particulier en Grec ancien, son origine est donc probablement phénicienne.
Dans sa pièce intitulée Pœnulus, c’est-à-dire Le petit Carthaginois, le comique latin Plaute met en scène un malheureux carthaginois égaré dans Rome. Celui-ci, parlant peu la langue, s’exprime dans un sabir mélangeant phénicien et latin. 
Il évoque les alonim et les alonoth, autrement dit les dieux et les déesses. Alon signifie dieu.